# Коркодинов, Григорий Иванович
Князь Григорий Иванович Коркодинов — воевода и наместник во времена правления Ивана IV Васильевича Грозного.
Из княжеского рода Коркодиновы. Младший сын князя Ивана Юрьевича Коркодинова. Имел братьев, князей: Семёна, Ивана, Михаила и Никиту Ивановичей.

## Биография
В 1549 году седьмой есаул в шведском походе. В 1550 году указан в Дворовой тетради из Можайска "литва дворовая". В 1562-1563 годах упоминается в Полоцком походе, как выборный дворянин "в посылках у Государя". В 1565, 1570-1571 годах воевода в Плове и Солове для охранения от прихода татарских войск и указано ему, когда сойдутся украинные воеводы, быть воеводою Большого полка с князем Голицыным. В 1570-1581 годах входил в Земский двор Ивана Грозного. В 1572 году воевода в Путивле. В 1573 году наместник в Рославле. В 1574-1577  годах второй воевода в Астрахани. В 1577 году упомянут в земском боярском списке выборным дворянином из Тарусы. В 1579 году послан при "Сеятовом дворе" в поход на Лифляндию, откуда прислан с известием о разбитии лифляндцев. В 1580-1581  годах осадный воевода в Старой Ладоге. В 1581 году в числе воевод сперва в Новгороде, а потом в Можайске и в походе под Могилёв и Шклов, второй воевода Сторожевого полка. В этом же году, по возвращении из похода, назначен восьмым воеводой в Новгород, а в июле, в связи с литовской угрозой, послан вторым воеводой Большого полка помогать Вороничу, при пришествии польских войск к Пскову, отправлен вторым воеводой Большого полка на помощь этому городу. В октябре 1581 года воевода в Мшаге, где встречал папского посланника Антонио Поссевино, во время его приезда. В 1582 году указано ему, если литовцы пойдут для осады к Новгороду, то идти к городу со Мшаги, и быть в псковском городском посаде воеводой для вылазок.
В 1583 году взят в плен поляками.
До 1573 года имел поместья в Московском уезде, которые утратил. В 1577-1578 годах, вместе с братом Семёном Ивановичем владел вотчиной в Коломенском уезде.

## Семья
От брака с неизвестной имел детей:
- Князь Коркодинов Семён Григорьевич — первый воевода в Рыльске (1605), бездетный.